# کوکن کوروکی
کوکن کوروکی (انگلیسی: Koken Kuroki؛ زادهٔ ۲۲ اوت ۱۹۹۶) بازیکن فوتبال است.